# Campionato sudafricano di Formula 1 1966
La stagione 1966 del Campionato sudafricano di Formula 1 fu la settima della serie. Partì l'8 gennaio e terminò  il 4 dicembre, dopo 13 gare. Il campionato venne vinto da John Love che utilizzò una Cooper-Coventry Climax.

## La pre-stagione

### Il calendario
| Gara | Gran Premio                | Circuito                                       | Giri  | Lunghezza           | Data        | Note                                              |
| ---- | -------------------------- | ---------------------------------------------- | ----- | ------------------- | ----------- | ------------------------------------------------- |
| 1    | Cape South Easter Trophy   | Killarney Motor Racing Complex, Città del Capo | 25+25 | 50x3,267=163,400 km | 8 gennaio   | Gara disputata su due manche da 25 giri ciascuna  |
| 2    | Rand Autumn Trophy         | Circuito di Kyalami                            | 40    | 40x4,094=163,76 km  | 5 marzo     |                                                   |
| 3    | Eastern Grand Prix         | Circuito di Roy Hesketh, Pietermaritzburg      | 33+33 | 66x2,901=191,466 km | 11 aprile   | Gara disputata su due manche da 33 giri ciascuna. |
| 4    | Bulawayo 100               | Circuito di Kumalo                             | 50    | 50x3,315=165,75 km  | 5 maggio    |                                                   |
| 5    | Republic Day Trophy        | Circuito di Kyalami                            | 40    | 40x4,094=163,76 km  | 28 maggio   |                                                   |
| 6    | Natal Winter Trophy        | Circuito di Roy Hesketh, Pietermaritzburg      | 33+33 | 66x2,901=191,466 km | 26 giugno   | Gara disputata su due manche da 33 giri ciascuna. |
| 7    | Border 100                 | Circuito di East London                        | 25+25 | 50x3,920=196 km     | 11 luglio   | Gara disputata su due manche da 25 giri ciascuna  |
| 8    | Governor General Cup       | Circuito di Lorenço Marques                    |       |                     | 24 luglio   |                                                   |
| 9    | Rand Winter Trophy         | Circuito di Kyalami                            | 40    | 40x4,094=163,76 km  | 6 agosto    |                                                   |
| 10   | Pat Fairfield Trophy       | Circuito di Roy Hesketh, Pietermaritzburg      | 33+33 | 66x2,901=191,466 km | 21 agosto   | Gara disputata su due manche da 33 giri ciascuna. |
| 11   | Van Ribbeck Trophy         | Killarney Motor Racing Complex, Città del Capo | 25+25 | 50x3,267=163,400 km | 3 settembre | Gara disputata su due manche da 25 giri ciascuna  |
| 12   | Rand Spring Trophy         | Circuito di Kyalami                            | 40    | 40x4,094=163,76 km  | 10 ottobre  |                                                   |
| 13   | Gran Premio della Rhodesia | Circuito di Kumalo                             | 50    | 50x3,315=165,75 km  | 4 dicembre  |                                                   |

## Risultati e classifiche

### Risultati
| Gara | Circuito        | Pole Position | GPV       | Vincitore     | Vettura                 |
| ---- | --------------- | ------------- | --------- | ------------- | ----------------------- |
| 1    | Killarney       |               |           | John Love     | Cooper-Coventry Climax  |
| 2    | Kyalami         | John Love     | John Love | John Love     | Cooper-Coventry Climax  |
| 3    | Roy Hesketh     |               |           | John Love     | Cooper-Coventry Climax  |
| 4    | Kumalo          |               |           | Dave Charlton | Brabham-Lotus           |
| 5    | Kyalami         | John Love     | John Love | John Love     | Cooper-Coventry Climax  |
| 6    | Roy Hesketh     |               |           | John Love     | Cooper-Coventry Climax  |
| 7    | East London     |               | John Love | Sam Tingle    | LDS-Coventry Climax     |
| 8    | Lorenço Marques |               |           | Dave Charlton | Brabham-Lotus           |
| 9    | Kyalami         | John Love     | John Love | John Love     | Cooper-Coventry Climax  |
| 10   | Roy Hesketh     | Sam Tingle    |           | John Love     | Cooper-Coventry Climax  |
| 11   | Killarney       |               |           | Sam Tingle    | LDS-Coventry Climax     |
| 12   | Kyalami         | John Love     | John Love | Dave Charlton | Brabham-Ford            |
| 13   | Kumalo          | John Love     | John Love | Bob Anderson  | Brabham-Coventry Climax |

### Classifica Piloti
Vengono assegnati punti secondo lo schema seguente:
| Punti | 9 | 6 | 4 | 3 | 2 | 1 |

| Pos | Pilota             | CSE | RAT | EAS | BUL | RDT | NWT | BOR | GGC | RWT | PFT | VRT | RST | RHO | Punti |
| 1   | John Love          | 1   | 1   | 1   | Rit | 1   | 1   | Rit | 2   | 1   | 1   | Rit | Rit | Rit | 69    |
| 2   | Sam Tingle         | 2   | 2   | 3   | Rit | 7   | 2   | 1   | 3   | 2   | Rit | 1   | 2   | Rit | 56    |
| 3   | Dave Charlton      | Rit | Rit | 2   | 1   | 2   | Rit | Rit | 1   | Rit |     | 7   | 1   | 3   | 39    |
| 4   | Tony Jeffries      | 3   | 6   | 4   | 2   | 4   | 4   | 5   | 5   | 3   | 5   | 2   | 5   |     | 36    |
| 5   | Doug Serrurier     | 4   | 4   | Rit | Rit | 6   | 5   | 3   | 4   | Rit | 3   | 6   | 4   | 5   | 26    |
| 6   | Clive Puzey        | 5   | 3   | Rit | 3   | Rit | 6   | 4   | Rit | Rit | 2   | Rit |     | 3   | 24    |
| 7   | Jackie Pretorius   | 7   | 5   | Rit | Rit | 5   | 3   | 2   | Rit | Rit | Rit | Rit | 3   | 4   | 21    |
| 8   | Leo Dave           |     | NC  |     |     | Rit | Rit | Rit | Rit | 4   | 4   | 3   | 6   | 7   | 11    |
| 9   | Bob Anderson       | Rit |     |     |     |     |     |     |     |     |     |     |     | 1   | 9     |
| 10  | Luki Botha         |     |     |     |     |     |     |     |     |     |     |     |     | 2   | 4     |
| 11  | Peter de Klerk     | 6   | Rit | Rit | Rit | 3   |     |     |     |     |     |     | Rit |     | 5     |
| 12  | Frank Maritz       |     | NP  |     | Rit |     | Rit |     |     | 5   |     | 4   | 9   |     | 5     |
| 13  | Rauter Hartmann    |     | NC  | NC  | Rit | 8   | 7   | 6   | Rit | Rit | NP  | 5   | Rit |     | 3     |
| 14  | Trevor Blokdyk     |     |     |     |     |     |     |     |     |     |     |     |     | 6   | 1     |
| 15  | Barry Neunborn     |     |     | NC  | Rit | Rit | Rit | 7   | Rit | NP  |     |     |     |     | 0     |
| 15  | Gordon Littleford  |     |     |     |     |     |     |     |     |     |     |     | 7   | Rit | 0     |
| 17  | Chris Ward         |     |     |     |     |     |     |     |     | Rit |     |     | 8   | NC  | 0     |
|     | Leo van Popering   | NP  | Rit | NC  |     | Rit | NP  |     |     |     |     |     |     |     | -     |
|     | Joe Domingo        |     |     |     |     |     |     |     |     |     |     |     |     | NC  | -     |
|     | Mike Wesson        |     |     |     |     |     |     |     |     |     |     |     |     | NC  | -     |
|     | Paul Hawkins       | Rit |     |     |     |     |     |     |     |     |     |     |     |     | -     |
|     | Denis Joubert      | Rit |     |     |     |     |     |     |     |     |     |     |     |     | -     |
|     | David Hume         | NP  | Rit |     |     |     |     |     |     |     |     |     |     |     | -     |
|     | Brian Raubenheimer | NP  |     | Rit |     |     | Rit |     |     |     | Rit |     |     |     | -     |
|     | Peter Gaylard      |     |     |     |     | Rit | Rit |     |     |     |     |     |     |     | -     |
|     | Andrew Smuts       |     |     |     |     |     | Rit |     |     |     |     |     |     |     | -     |
|     | Peter Huson        |     |     |     |     |     |     |     |     |     |     |     |     | Rit | -     |
|     | John McNicol       |     |     |     |     |     |     |     |     |     |     |     |     | Rit | -     |
|     | Jack Holme         |     | NP  |     |     |     |     |     |     |     |     |     |     |     | -     |
|     | Ron Korte          |     |     | NP  |     |     |     |     |     |     |     |     |     |     | -     |
| Pos | Pilota             | CSE | RAT | EAS | BUL | RDT | NWT | BOR | GGC | RWT | PFT | VRT | RST | RHO | Punti |

| Colore  | Risultati                                                         |
| ------- | ----------------------------------------------------------------- |
| Oro     | Vincitore                                                         |
| Argento | 2º posto                                                          |
| Bronzo  | 3º posto                                                          |
| Verde   | Finita, a punti                                                   |
| Blu     | Finita, senza punti Finita, non classificato (NC)                 |
| Viola   | Non finita (Rit)                                                  |
| Rosso   | Non qualificato (NQ) Non pre-qualificato (NPQ)                    |
| Nero    | Squalificato (SQ)                                                 |
| Bianco  | Non partito (NP)                                                  |
| Celeste | Disputa solo le prove (SP)                                        |
| Celeste | Iscritto alle prove libere - Terzo pilota (TP) - dal 2003 al 2006 |
| Vuoto   | Non prende parte alle prove (NPR)                                 |
| Vuoto   | Iscritto ma non presente, non arrivato (NA)                       |
| Vuoto   | Ritirato prima dell'evento (WD)                                   |
| Vuoto   | Infortunato (INF)                                                 |
| Vuoto   | Escluso (ES)                                                      |
| Vuoto   | Gara cancellata (C)                                               |